# 犯罪人引渡し

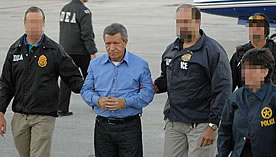
コロンビアからアメリカに引渡されるカリ・カルテルのミゲル・ロドリゲス。

犯罪人引渡し（はんざいにんひきわたし）は、他国からの引き渡し請求に応じて自国領域内に所在する犯罪人を訴追・処罰のために相手国に引き渡すことである。
逃亡犯罪人引渡しともいう。

## 概要
基本的に他国からの引き渡し請求に応じる義務はなく、請求を受けた国は自国の管轄権を放棄して請求国の刑事管轄権に協力することとなるという点で、司法共助の側面のひとつである。
請求国との間に締結された犯罪人引渡し条約や、相手国に対して同様の請求ができる保証を得ることを条件とした相互主義による国内法、国際礼譲などにより行われる。
引渡しにあたっては、引渡し請求の対象となる行為が双方の国において重大犯罪とされていなければならず（双方可罰性の原則）、なおかつ請求国は引き渡された犯罪人に対して相手国の同意がない限り引き渡し請求理由とした犯罪以外の理由で訴追してはならない（特定性の原則）、という2点が各国の条約や国内法において一般的に認められている引渡しの要件である。
引渡し対象者が自国民であったり、引き渡し請求理由とされる犯罪が政治犯である場合や、人権保護の観点から引渡しが拒否されることもある。

## 引渡し要件
犯罪人引渡し理由となる犯罪が、その行為がなされた時点で引渡し請求国と被請求国の双方の刑法で同等の刑罰が科される重大犯罪（殺人、放火、窃盗、文書偽造など）であることが要件とされる。これを双方可罰性の原則という。ただし、すでに訴追を受けた犯罪行為に関しての引渡し請求は、双方可罰性を満たすとしても拒否される（自由権規約第14条第7項）。
また、請求国は引渡された犯罪人に対して、相手国の同意がない限り引渡し理由とした犯罪以外の理由で訴追してはならず、また請求時点で定められていた請求国の法令以上に重い刑罰を科してはならない。これを特定性の原則という。

## 引渡し拒否
犯罪人引渡し請求を受けた国は自国の管轄権を放棄して請求国の刑事管轄権に協力するのであって、基本的に他国からの引き渡し請求に応じる義務はない。引渡し拒否の理由として主なものを以下に挙げる。

### 自国民不引渡し
自国民不引渡しを定めた条約や国内法は多い。例えばブラジルは憲法により自国民の引渡しを禁止し、自国民に対する他国からの引渡し請求を拒否した場合に自国で代理処罰をすることができる法律を定めている。しかし自国民の不引渡しは必ずしも一般的なものではなく引渡しを認める有力な慣行も存在し、例えば日米犯罪人引渡し条約第5条のように自国民に対しての引渡し請求に応じる義務はないが、裁量により応じることもできるとしている条約もある。
一部の国では、身柄引き渡しがあった場合、死刑または拷問を受ける可能性があるという理由で身柄引き渡しを拒否している。
オーストラリア、カナダ、マカオ、ニュージーランド、南アフリカ、およびベラルーシを除くほとんどのヨーロッパ諸国などの多くの管轄区域では、容疑者に死刑が科せられる可能性がある場合、引き渡しは許可されない。

### 政治犯不引渡し
政治犯不引渡しは犯罪人引渡し制度の例外と言える。フランス革命以前は犯罪人引渡しと言えば政治犯が主な対象とされていたが、革命後は個人の政治的思想を尊重する風潮や、政治犯引渡しにより他国の政治的抗争に巻き込まれることを回避しようとする政策的理由により、政治犯が引き渡し対象から除外されるようになった。現代では政治犯不引渡しが慣習国際法上確立した原則であるのか、確立しているとすれば、不引渡しは国家の権能であるのか義務であるのか、見解の相違があるが、一般的には政治犯不引渡しは国家の義務であるとする見解が有力である。